# Szeremetjewśkyj HS Odessa
Szeremetjewśkyj Hurtok Sportu Odessa (ukr. «Шереметьєвський гурток спорту» Одеса (Ш.Г.)) – ukraiński klub piłkarski z siedzibą w mieście Odessa, w południowo-zachodniej części kraju, działający w latach 1908–1921.

## Historia
Chronologia nazw:
- 1908: Szeremetjewśkyj Hurtok Sportu Odessa (ukr. «Шереметьєвський гурток спорту» Одеса (Ш.Г.), ros. «Шереметьевский кружок спорта» Одесса (Ш.К.))
- 1921: klub rozwiązano

Piłkarska drużyna Szeremetjewśkyj Hurtok Sportu została założona w Odessie jesienią 1908 roku przez Władimira Nikołajewicza Szeremietjewa, podpułkownika 11. batalionu saperów cesarza Mikołaja I. Zespół łączył uczniów III Gimnazjum oraz sportowców amatorów. Impulsem do utworzenia prywatnego klubu piłki nożnej w Odessie było utworzenie w 1907 roku przez nauczyciela języka angielskiego Petersa w Gimnazjum Jungmeistera drużyny piłkarskiej. Dyrekcja Gimnazjum Jungmeistera zgodziła się z zarządem OBAK na przeznaczenie boiska do piłki nożnej na treningi i mecze.
Mecze u siebie rozgrywał na własnym boisku w rejonie Placu Mychajłowskiego.
W 1909 roku został nieoficjalnym mistrzem Odessy – na podstawie łącznej liczby zwycięstw w meczach towarzyskich, pozaligowych.
W 1911 roku klub został jednym z założycieli Odeskiej Ligi Piłki Nożnej i wziął udział w pierwszych w historii odeskiej piłki nożnej mistrzostwach miasta. W 1913 roku jako pierwszy klub złożony z zawodników Odessy zdobył mistrzostwo miasta. W tym że roku piłkarze klubu Ołeksandr Złoczewski i Dmytro Gizer w składzie reprezentacji Odessy zostali mistrzami Rosji.
28 maja 1914 roku w Odessie odbył się pierwszy międzynarodowy mecz. Zespół gościł na swoim boisku Fenerbahçe ze Stambułu i zwyciężył 2:1.
W 1921 został rozwiązany.

## Sukcesy
- mistrz Odessy: 1913, 1915.
- zdobywca Tarczy A.A. Bochanowa (1): 1914
- zdobywca Pucharu Gerda (2): 1912, 1913